# 残間里江子
残間 里江子（ざんま りえこ、1950年3月21日 - ）は、出版・映像・文化イベントなどのプロデューサー。CS-TBS番組審議委員。
宮城県仙台市生まれ、中学1年生の時から静岡県富士市で育つ。

## 略歴
太字は現職。
- 国鉄労働組合の元青年部長と元婦人部長の両親の元に生まれる[2]。
- 1970年 明治大学短期大学卒業[3]後、静岡放送にアナウンサーとして入社。
- 1972年 約2年半勤務した静岡放送を退社、東京に出て商店街のアナウンスのアルバイトなどをしながら「1日に最低10人は新しい人に会う」という目標を立てて再就職活動を行う[4]。
- 1973年6月 雑誌「女性自身」の関係者に会ったことがきっかけで、光文社に入社し、女性自身編集部記者として勤務した[4]。
- 1980年 企画制作会社「キャンディッド」（現「キャンディッド・コミュニケーションズ」）を設立し、代表取締役社長となった。
- 1980年9月 山口百恵の『蒼い時』をプロデュースし、広く名を知られる。
- 1983年、平凡社から創刊された雑誌「Free」の編集長に就任。
- 2001年1月 財務省「財政制度等審議会」委員を担当した。
- 2001年2月 国土交通省「社会資本整備審議会」委員担当した。
- 2002年12月 「キャンディッド・コミュニケーションズ」代表取締役会長に就任する。
- 2004年3月 厚生労働省「2007年ユニバーサル技能五輪国際大会」総合プロデューサーを担当した。
- 2005年7月 クリエイティブ・シニア（現「キャンディッド・プロデュース」）設立、代表取締役社長に就任する。
- 2009年1月 大人のネットワーク「club willbe」を創設し、代表に就任する。
- 2009年8月 法務省「裁判員制度に関する検討会」委員に就任する。
- 2010年3月 藤田観光社外取締役に就任する[5]

⚫︎結婚したが離婚。シングルマザーで息子が一人。

## エピソード
- 静岡放送の入社試験を受ける際、エントリーシートに「会長が知人」と書いたことから、面接で「この（面接官の）中にあなたの知人の会長はいますか？」と訊かれ、咄嗟に「この中にはいらっしゃらないと思います」と答えたところ、面接官の一人から「私が会長です」と言われたことがあった[3]。
- 1970年11月25日、普段は使われていないスタジオで先輩アナウンサーがニュース原稿を読んでいるのを見かけて、原稿読みの練習をしているものと思い込み、驚かしてやろうと思ってスタジオに入り「だ～れだ？」と手で先輩の目を隠したところ、先輩だけでなくスタジオ中が大慌てする事態になった。この時はちょうど三島事件のニュース速報を伝えていた最中であり、残間の声も生放送中に流れたため放送事故状態になってしまった[6]。
- 静岡放送のアナウンサー時代、ラジオの『歌のない歌謡曲』のパーソナリティを担当していたことがあったが、ちょうど生放送だったある日の放送でレコードのプレイヤーが回らず、手でプレイヤーを回していたが、段々手が疲れてレコードの音もおかしくなってきたことで「もう番組終わりだ」と思ったということがあった[7]。

## 著書
- 『一度は結婚してみよう』（ルック社、1976）
- 『雨天決行 恋するように仕事をしたい』（文化出版局、1984）のち三笠書房知的生きかた文庫
- 『男解体新書』（講談社、1985）
- 『女の仕事 地球は、私の仕事場です』（文化出版局、1987）
- 『元気のヒミツ 戦略を持たない女は生き残れない』（PHP研究所、1994）
- 『はじめて就職するあなたへ』（PHP研究所、1995）
- 『なんでもかんでも腹が立つ』（角川春樹事務所、1997）
- 『それでいいのか 蕎麦打ち男』（新潮社、2005）「引退モードの再生学」文庫
- 『モグラ女の逆襲 〜知られざる団塊女の本音〜』（日本経済新聞出版社、2007）
- 『人と会うと明日が変わる』（イースト・プレス、2011）
- 『閉じる幸せ』（岩波新書、2014）
- 『もう一度花咲かせよう』（中公新書ラクレ、2019）

## 出演番組
現在・不定期
- 大垣尚司・残間里江子の大人ファンクラブ（文化放送） - レギュラー
- おしゃべりラボ～しあわせSocial Design～（2016年4月2日 - ニッポン放送） - コメンテーター
- 残間里江子のわがままホリデー（NHKラジオ第1） - 国民の祝日に不定期放送
- Together〜だれにも言えないこと〜（BS-TBS） - MC

過去
- スーパーモーニング（2002年3月まで、テレビ朝日） - コメンテーター
- ワイド!スクランブル（2006年7月 - 2011年5月、テレビ朝日）- コメンテーター
- どよう楽市（2007年4月7日 - 2011年3月19日、NHKラジオ第1）- パーソナリティー
- やじうまテレビ!（2011年10月 - 2013年3月、テレビ朝日） - コメンテーター
- 生島ヒロシのおはよう一直線（2025年3月26日まで、TBSラジオ） - 水曜準レギュラー

（過去の出演は、ORICON TV出演情報より）